# Polzela község
Polzela község (szlovén nyelven Občina Polzela) Szlovénia 212 alapfokú közigazgatási egységének, azaz községének egyike a Savinjska statisztikai régióban, a történelmi szlovén Stájerország (Štajersko) területén. Adminisztratív központja Polzela város. A község 1998-ban jött létre.

## A községhez tartozó települések

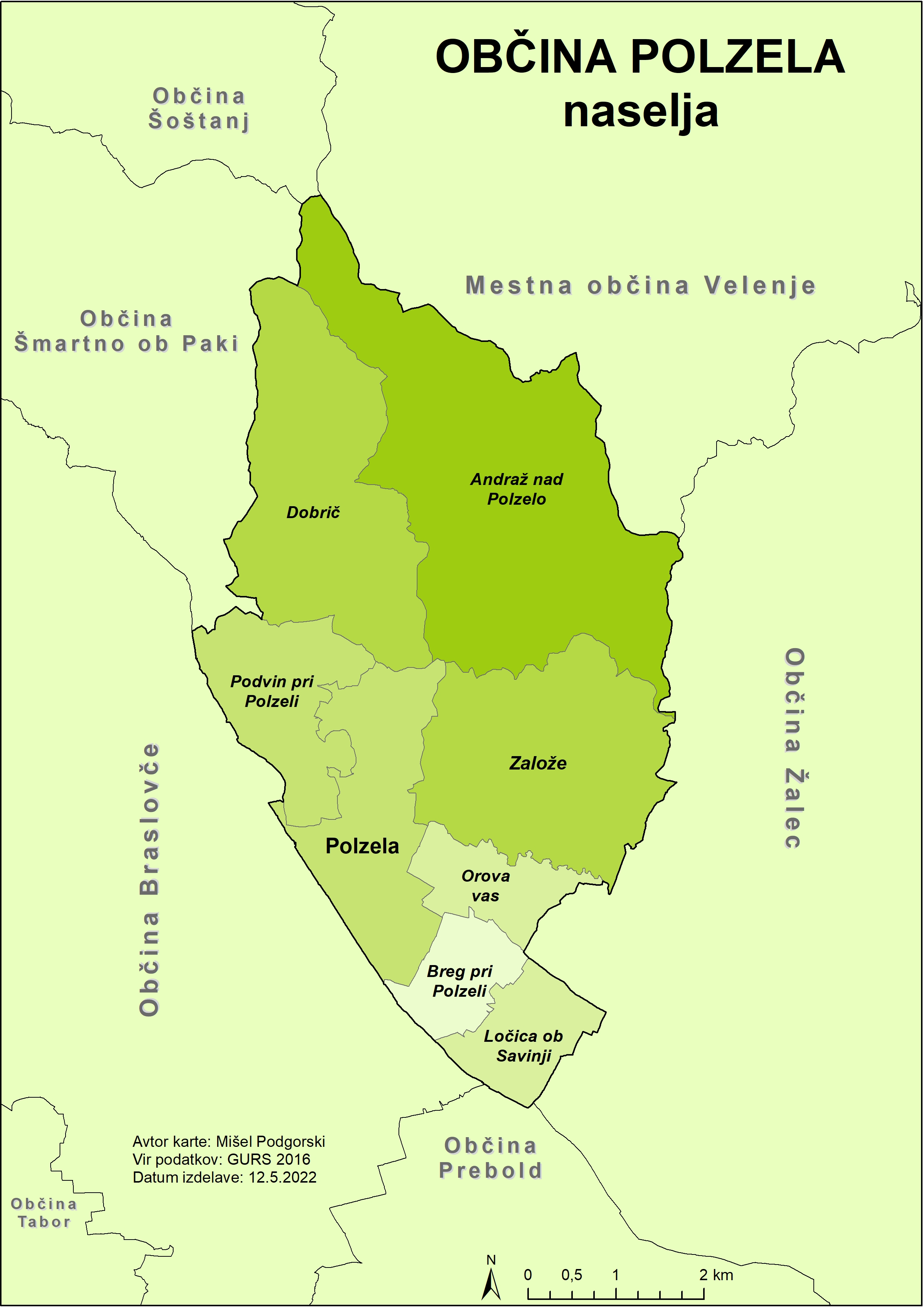
A község falvai

A községhez Polzela székhelyen kívül a következő települések tartoznak:
- Andraž nad Polzelo
- Breg pri Polzeli
- Dobrič
- Ločica ob Savinji
- Orova Vas
- Podvin pri Polzeli
- Založe

## Népesség
| Lakosok száma | 5754 | 5898 | 5971 | 6022 | 6039 | 6118 | 6142 | 6204 | 6224 | 6346 |
|               | 2008 | 2009 | 2011 | 2012 | 2013 | 2015 | 2016 | 2017 | 2019 | 2020 |